# Kloster Sankt Augustinus (Berlin-Lankwitz)

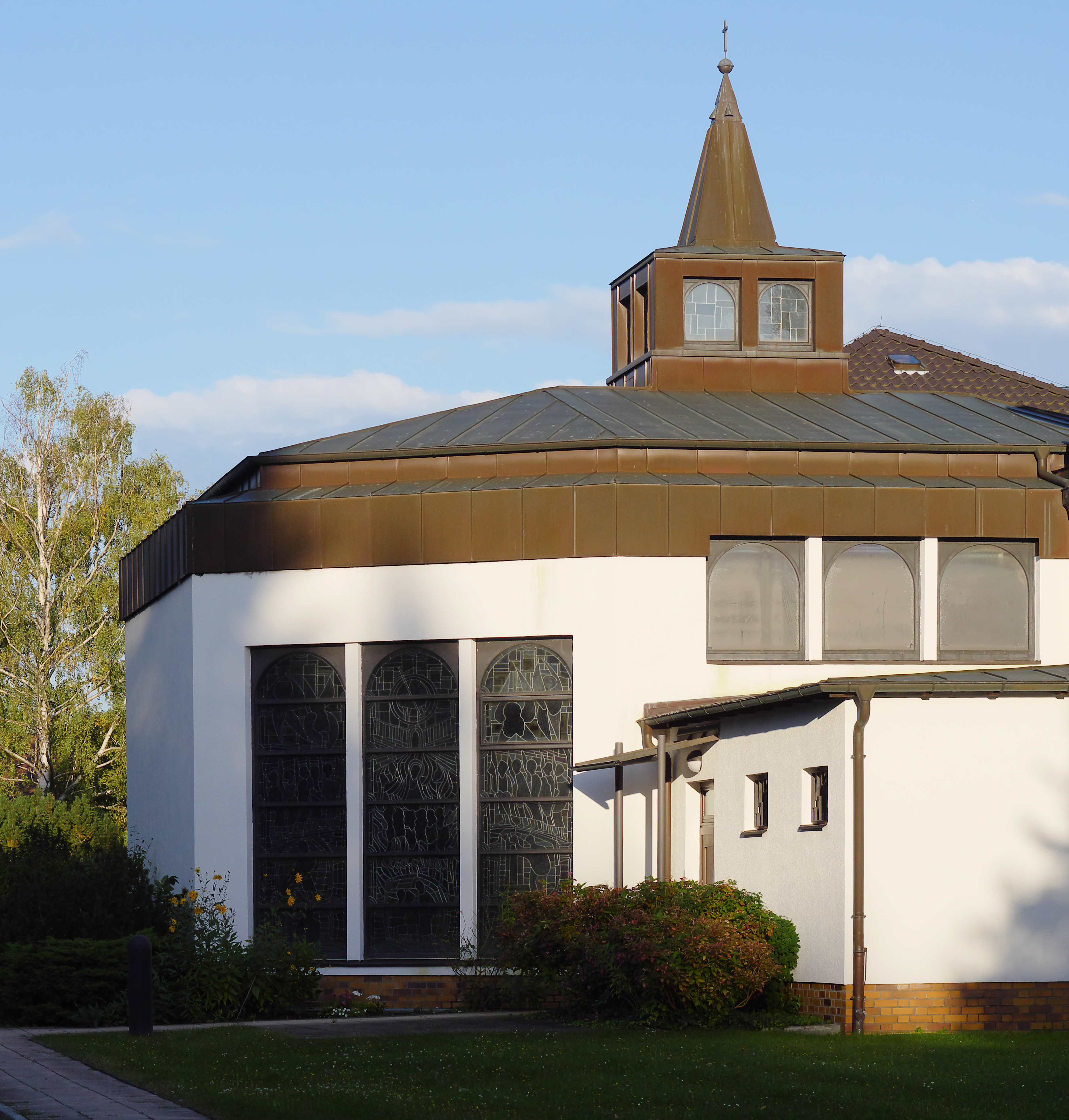
Kapelle des Klosters Sankt Augustinus in Berlin-Lankwitz

Das Kloster Sankt Augustinus in der Gallwitzallee in Berlin-Lankwitz beherbergt einen Konvent der Deutschen Provinz der Marienschwestern von der Unbefleckten Empfängnis im Erzbistum Berlin.

## Geschichte

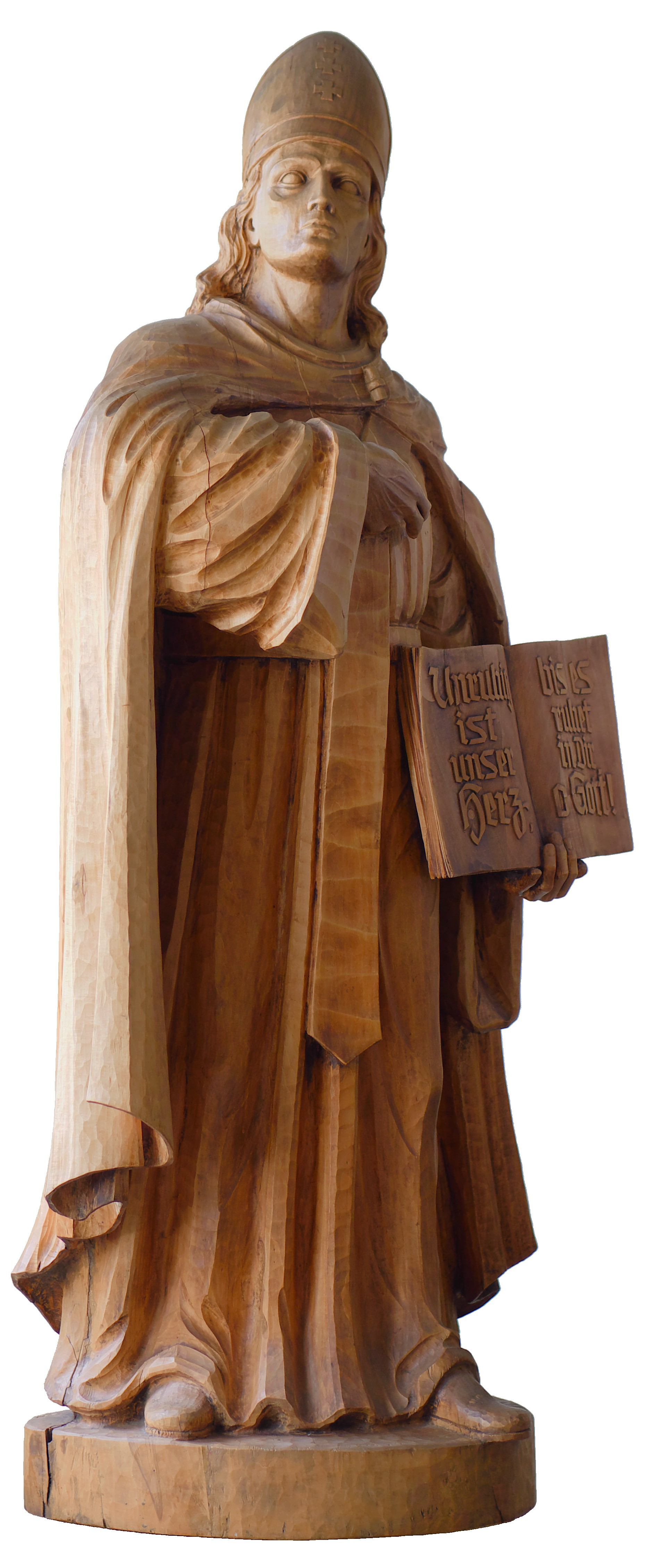
Lebensgroße Augustinus-Figur im Foyer des Klosters mit dem Spruch: "Unruhig ist unser Herz, bis es ruhet in Dir, o Gott!"

Das Mutterhaus der Marienschwestern in Breslau und viele andere Niederlassungen der Ordensgemeinschaft wurden im Zweiten Weltkrieg zerstört, so dass die Schwestern sich neue Wirkungsstätten suchen mussten. In diesem Zusammenhang waren sie bereits 1945 in der Pfarrei Mater Dolorosa in Lankwitz tätig, wo sie sich in der Kaulbachstraße zunächst besonders um die Krankenpflege und Seelsorge von Flüchtlingen kümmerten. Noch im gleichen Jahr wurde das Durchgangsheim für die Flüchtlinge in ein Alter- und Siechenheim umgewandelt, das den Namen St. Franziskusheim erhielt.
1948 zogen die Marienschwestern auch in die Gallwitzallee, wo sie in einer wiederaufgebauten ehemaligen Kaserne unterkamen, die den Namen Maria Trost bekam. Nach und nach wurde ein Krankenhausbetrieb aufgebaut. Nach einer Vermittlung durch den katholischen Politiker Johann Baptist Gradl konnten die Marienschwestern den Gebäudekomplex 1966 käuflich erwerben. Von 1987 bis 1993 wurden Neubauten für das Krankenhaus Maria Trost errichtet, und 1990 erhielt es den Namen Sankt-Marien-Krankenhaus.
Von 1992 bis 1996 wurde das Kloster mit der Kapelle gebaut, die am 5. September 1996 durch Georg Kardinal Sterzinsky geweiht wurde. Seitlich vom Altar befinden sich jeweils drei Kirchenfenster der Künstlerin Erentrud Trost, die die geisterfüllte Kirche (links) und Maria als Kirche (rechts) thematisieren.
Am 8. September 2006 wurden die damaligen beiden deutschen Provinzen der Ordensgemeinschaft zusammengelegt. Im Herbst 2016 fand im Kloster das Provinzkapitel der Deutschen Provinz statt, das das Generalkapitel in Berlin im Mai 2017 vorbereitet hat.
Seit September 2018 gehörte das Kloster zum Pastoralen Raum Lankwitz-Marienfelde und seit dem 1. Januar 2022 zur Pfarrei St. Maria – Berliner Süden im Erzbistum Berlin.